# Lundby (Aalborg Kommune-Gunderup Sogn)
 For alternative betydninger, se Lundby. (Se også artikler, som begynder med Lundby)
Lundby er en landsby i det nordlige Himmerland med 39 indbyggere (2008). Lundby er beliggende fire kilometer syd for Gistrup og 14 kilometer sydøst for Aalborg centrum. Landsbyen hører under Aalborg Kommune og er beliggende i Gunderup Sogn.
Lundby er en åben grøn landsbystruktur med en karakteristisk beliggenhed i en dalsænkning i bakkelandskabet. Lundby Bakker ligger mod nord og de fredede gravhøje Kobbelhøj/Kongehøj mod syd.
Landsbyen består af en række ældre gårde gennemskåret af Hadsund Landevej. I den sydlige del er der bygget lidt ældre parcelhuse, men der er primært en række ældre gårde i landsbyen.
På bakken syd for byen fandt Kampen ved Lundby sted den 3. juli 1864. Der findes mindesmærke ved landevejen og en mindre mindesamling i byen, som er åben på årsdagen.